# Thalmus Rasulala
Thalmus Rasulala, geboren als Jack Crowder (Miami (Florida), 15 november 1939 - Albuquerque (New Mexico), 9 oktober 1991) was een Amerikaans acteur van Afro-Amerikaanse afkomst. 
Rasulala werd erg bekend gedurende het zogenaamde Blaxploitation-tijdperk. Hij speelde hoofdrollen in films als Blacula (1972), Cool Breeze (1972) en Willie Dynamite (1974). Verder was hij te zien als Bill Thomas, de vader van Roger en Dee, in de comedyserie What's Happening!!.
Hij speelde vele gastrollen in toentertijd enorm goed bekeken televisieseries, waaronder All in the Family, Roots, Kojak, Sanford and Son en The Incredible Hulk. Ook vertolkte hij vele rollen in speelfilms, zoals in The Out of Towners (1970), Mr. Ricco (1975), Fun with Dick and Jane (1977) en Above the Law (1988).
Vanaf 6 november 1984 tot aan zijn dood was hij getrouwd met Shirlyn Mozingo. Ze kregen samen vier kinderen. Rasulala overleed op 51-jarige leeftijd onverwacht aan een hartaanval. Zijn laatste rol speelde hij in de familie-comedy Mom and Dad Save the World, die meer dan een half jaar na zijn dood uitkwam.
- Biblioteca Nacional de España: XX1738727
- International Standard Name Identifier: 0000 0000 5940 4641
- Library of Congress Control Number: no00021847
- Nationale Bibliotheek van Israël: 987007335737405171
- Nederlandse Thesaurus van Auteursnamen: 388109807
- Virtual International Authority File: 2007948
- WorldCat: E39PBJtmpYKbftyY9Fy9PhDDv3